# Громницький Павло Антонович
Павло́ Анто́нович Громни́цький (15 грудня 1889, Громниця, Дніпропетровської області — † 28 серпня 1977, Прага) — художник родом з України.

## Біографія
Народився в селі Громниця Дніпропетровської області. Навчався в Петербурзькій Академії Мистецтв, у відомого пейзажиста Миколи Дубовського. Перша світова війна перервала навчання, для Громницького вона закінчилася в Празі. Тут він продовжив художню освіту у студії пейзажиста Фердінанда Енгельмюллера, в котрій з часом став асистентом, та в Українській Студії Пластичного Мистецтва.
1923 року Павло Громницький виїхав до Парижа, де навчався у Анрі Матісса. При підтримці Анрі Матісса та Пабло Пікассо, Громницький організував в 1925 році персональну виставку у Парижі, після котрої був запрошений королем Норвегії працювати в країну фйордів, де створив сотні пейзажів.
Павло Громницький багато подорожував, він побував в Італії, Індії, Тибеті, Японії, США. У 1928 році повертається до Праги, де й похований на кладовищі Мальвазінки.